# بمبالوني
البمبالوني أو البمبلوني هو نوع من الحلويات التونسية الأصيلة على شكل دونت. يتم تحضيره في المنزل أو في محلات الوجبة سريعة. يؤكل البمبالوني مع السكر أو العسل
.

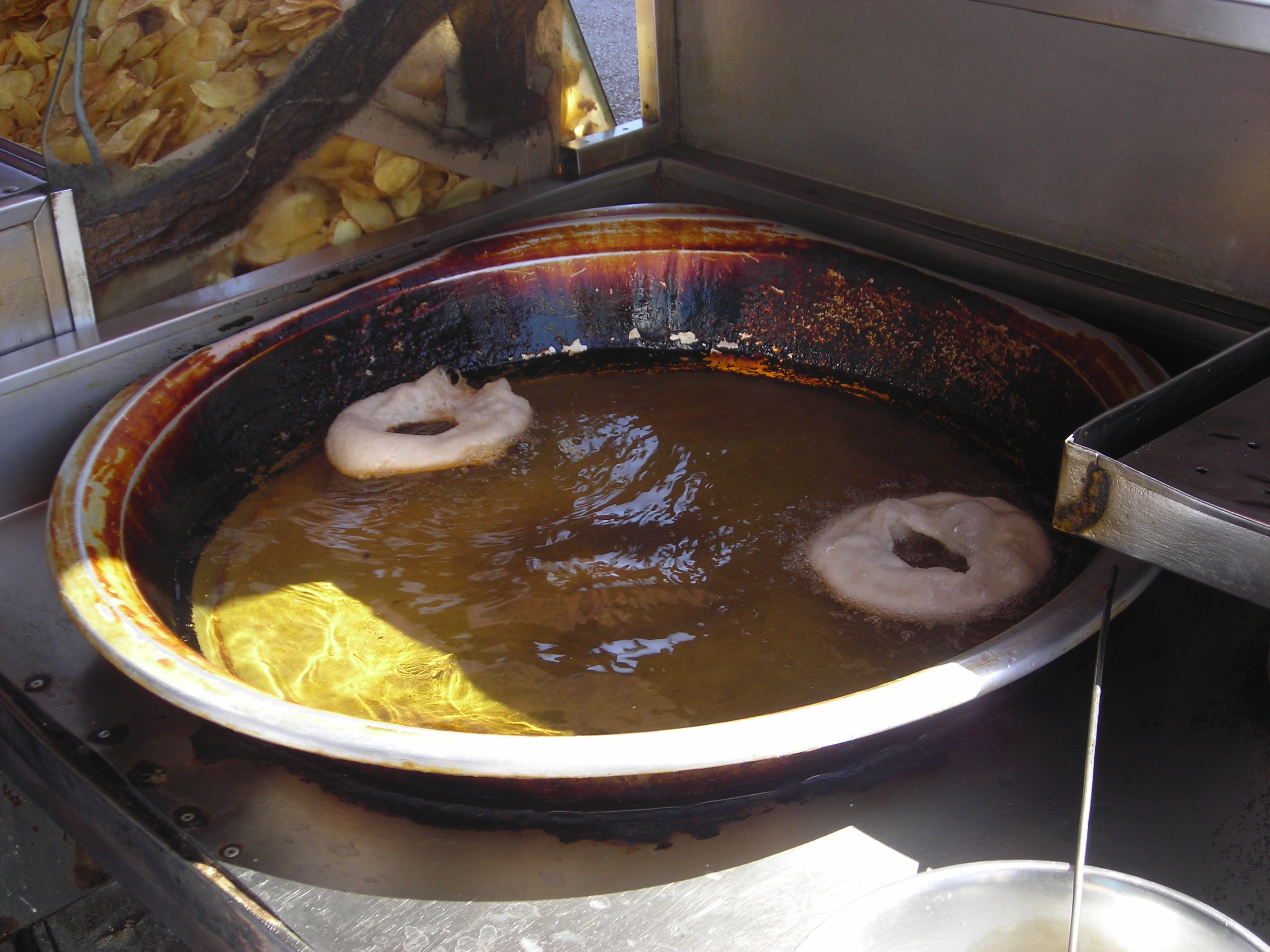
قلي العجين
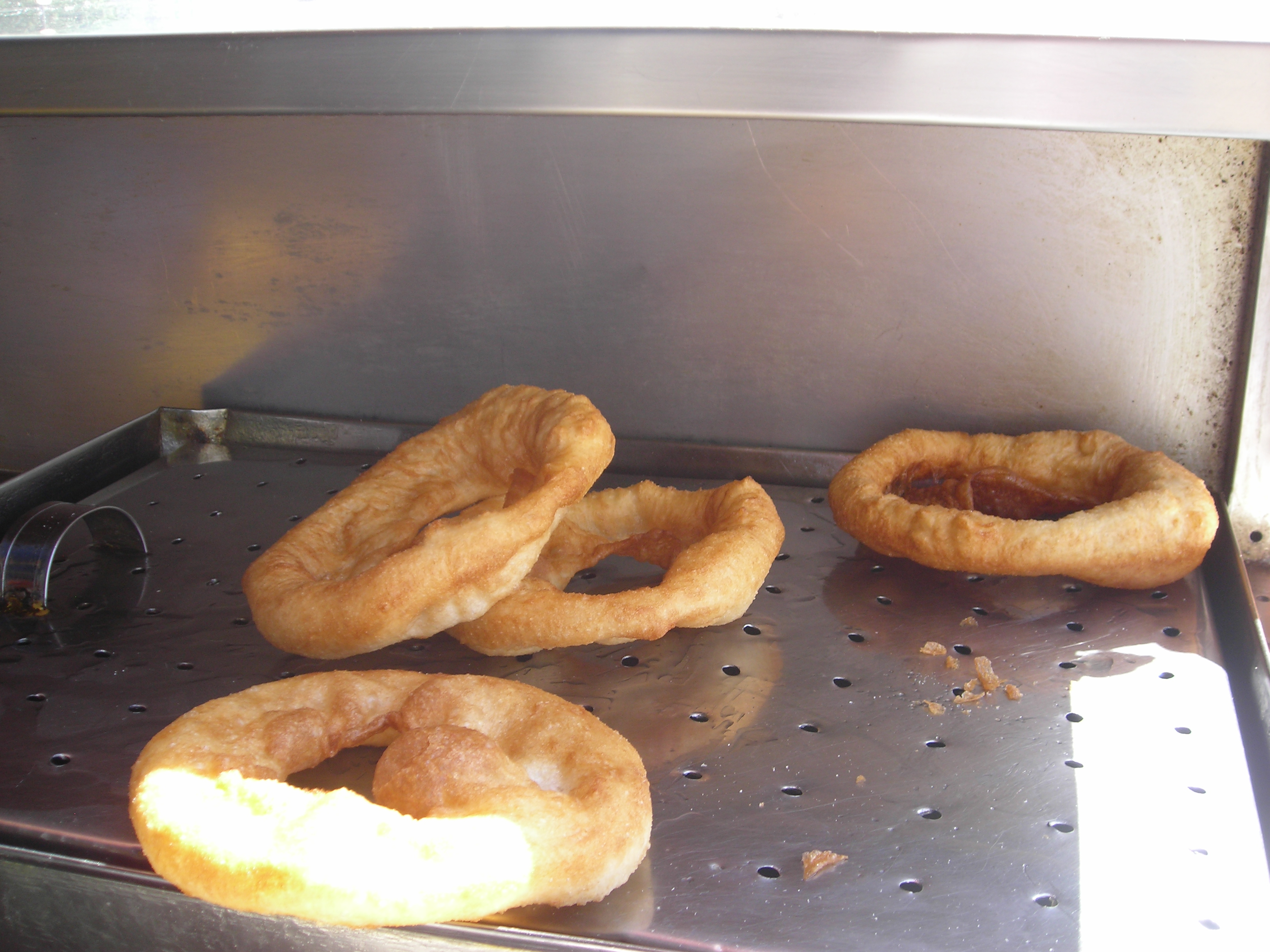
بمبالوني بعد القلي
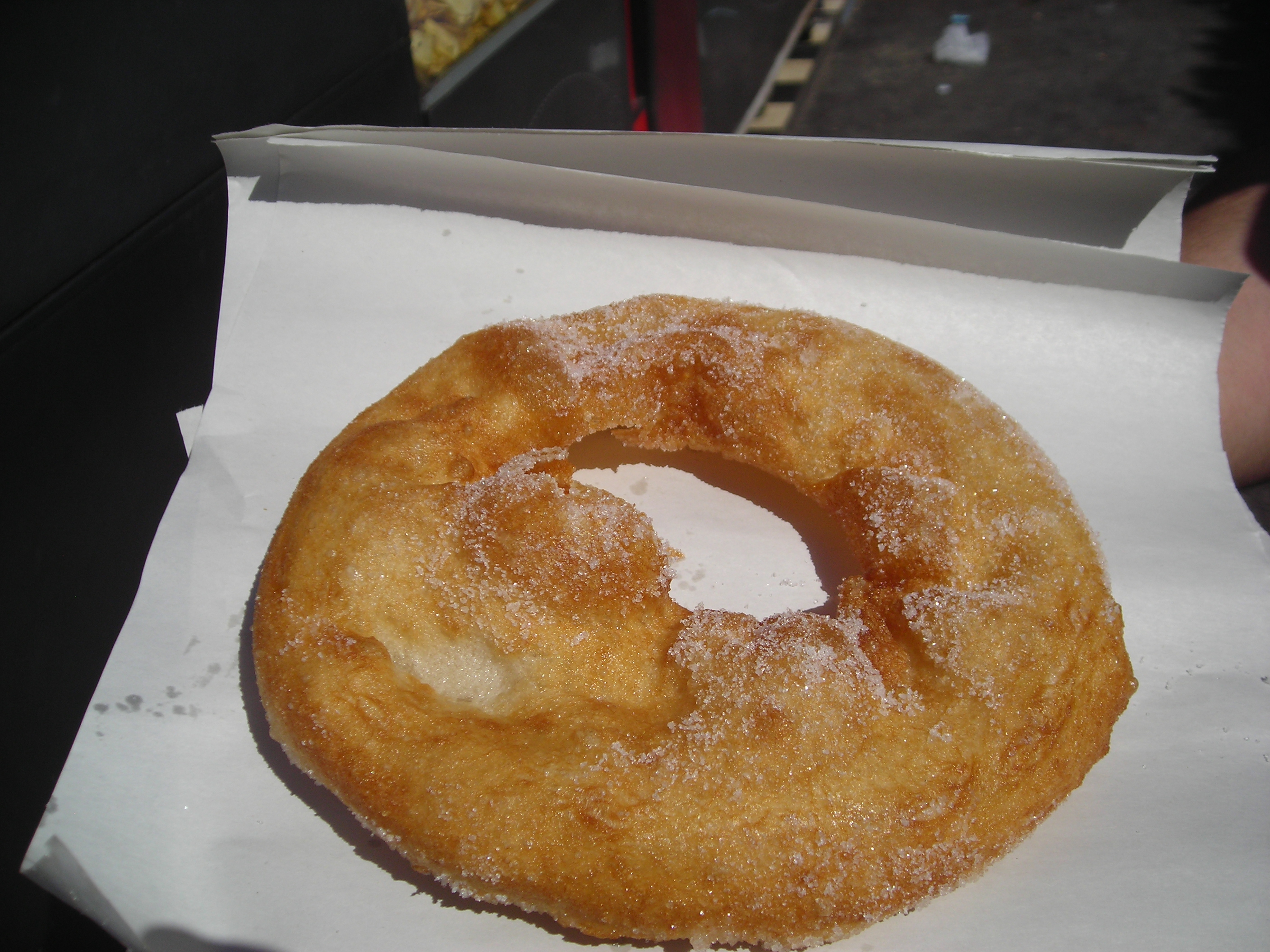
بمبالوني يرش بالسكر
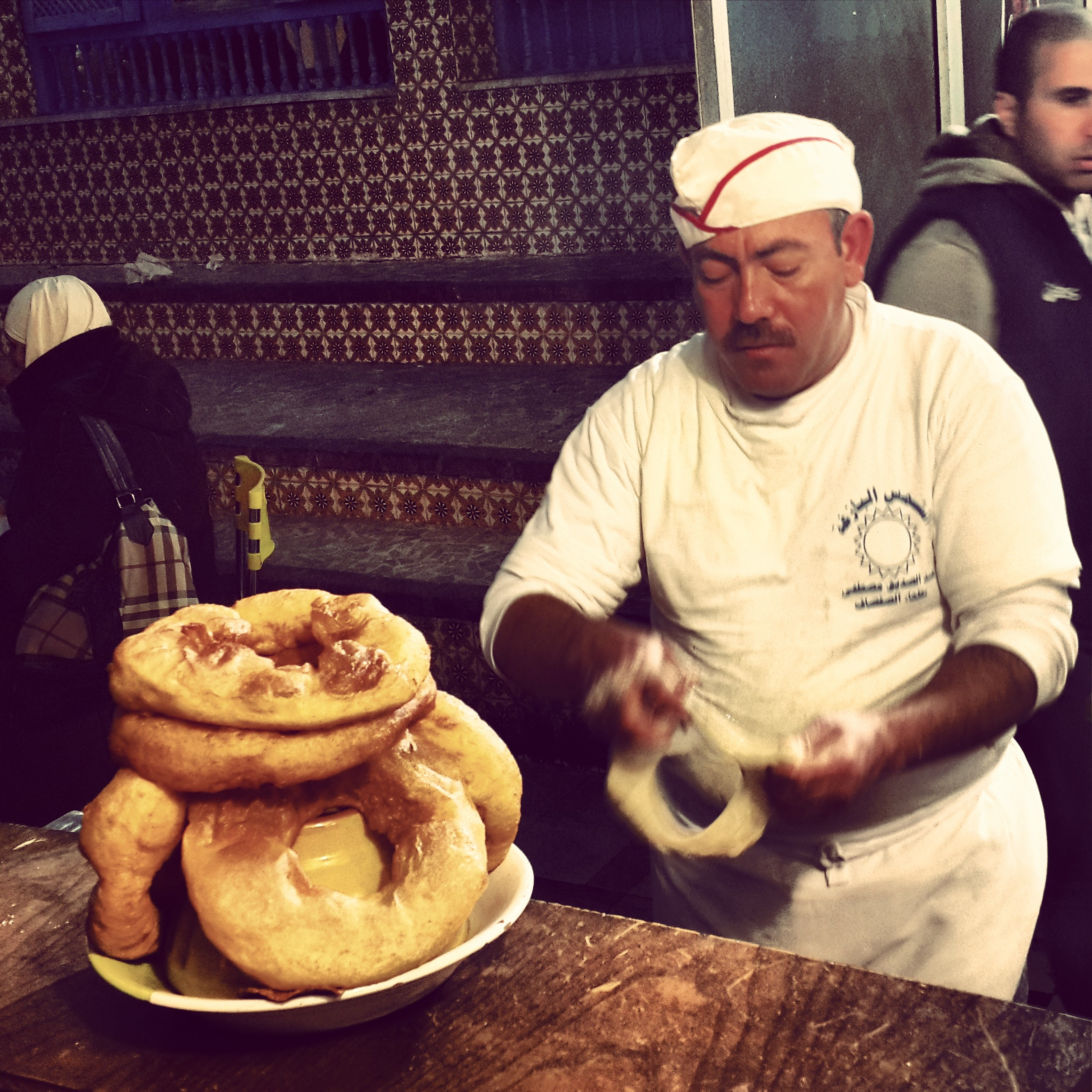
بمبالوني أثناء الإعداد